# Grammitis pellucidovenosa
Grammitis pellucidovenosa är en stensöteväxtart som först beskrevs av Roland Napoléon Bonaparte, och fick sitt nu gällande namn av Ren-Chang Ching. Grammitis pellucidovenosa ingår i släktet Grammitis och familjen Polypodiaceae. Inga underarter finns listade.